# Viviann Gerdin
Viviann Ingeborg Gerdin, född Meander 12 juni 1944 i Säbrå församling i Västernorrlands län, är en svensk politiker (centerpartist). Hon var ordinarie riksdagsledamot 1998–2006, invald för Värmlands läns valkrets.
Under tiden i Sveriges riksdag var hon ledamot av dåvarande lagutskottet 1998–2006, suppleant i trafikutskottet 1998–2002 och suppleant i justitieutskottet 2002–2006. Hon är företagare och kommer från Värmland.